# Carlo Krahmer
Carlo Krahmer (* 11. März 1914 in Shoreditch, London; † 20. April 1976 ebenda) war ein britischer Jazz-Schlagzeuger und Gründer des Jazz-Labels Esquire.

## Leben und Wirken
Krahmer war von Geburt an blind. Bereits als Jugendlicher spielte er auf dem Schlagzeug. Ab 1938 war er aktiv als Jazz-Schlagzeuger, zuerst in Claude Bampton´s Orchestra (das vom National Institute for the Blind unterstützt wurde und dem auch George Shearing angehörte); 1938 kam es zu ersten Aufnahmen einer Combo unter der Leitung von Vic Juris und ihm. 1939 nahm er an George Shearings erster Session (mit Leonard Feather) teil. Ab 1940 leitete er eigene Bands in Londoner Clubs, spielte mit Johnny Claes (mit dem auch Aufnahmen entstanden), und Lew Stone; daneben arbeitete er auch als Lehrer. 1943 bis 1950 leitete er die Band im Feldman Club und ab 1944 im Nuthouse Club. Ab 1945 entstanden Aufnahmen unter eigenem Namen, auch mit Stéphane Grappelli und Johnny Best.
Nachdem er Ende 1947 mit Peter Newbrook das Label Esquire gegründet hatte, begann er sich aus dem aktiven Musikerleben zurückzuziehen, nahm aber 1949 noch am Festival International de Jazz in Paris teil. Auf der ersten Esquire-Schallplatte wurde Carlo Krahmer mit seinen Chicagoans dokumentiert; es handelte sich um Aufnahmen von einem Konzert, das am 21. November 1947 in der Birmingham Town Hall stattfand. Schon mit der nächsten Platte aber wendete sich das Label dem Modern Jazz zu. Dort veröffentlichten viele damals aufstrebende Londoner Jazzmusiker der Bop-Szene wie John Dankworth, Humphrey Lyttelton, Ronnie Scott, Eddie Thompson, Victor Feldman, Jimmy Deuchar. Auf dem Label wurde aber der traditionelle Jazz weiterhin gepflegt; Krahmer veröffentlichte dort mit den Esquire Five und mit seinen Hot Seven entsprechende Stücke. Im Jazz at the Town Hall Ensemble spielten 1948/49 neben ihm Reg Arnold, John Dankworth, Ronnie Scott, Jimmy Skidmore sowie Bernie Felton bzw. Dennis Rose und Joe Muddel bzw. Jack Fallon allerdings Bebop (vermutlich veröffentlichte Esquire damit die ersten Live-Aufnahmen in diesem Jazzstil).
Später war Krahmer hauptsächlich als Geschäftsführer von Plattenfirmen tätig, u. a. für Esquire, aber auch für Delmark Records. Er spielte aber weiterhin gelegentlich Schlagzeug.